# Lago Melville
Il lago Melville è un lago salato della costa orientale del Labrador nella provincia canadese di Terranova e Labrador. Il lago ha una superficie di 3.069 km² e una profondità massima delle sue acque che raggiunge i 300 metri. Il lago è alimentato da una serie di fiumi, fra cui il più importante è il fiume Churchill.
Una base militare aerea risalente alla Seconda guerra mondiale è situata presso Goose Bay sulla costa occidentale del lago Melville.
Il nome del lato venne dato in onore del visconte Melville (1742-1811), un eminente uomo politico britannico.